# Francisco de Salinas
Francisco de Salinas (Burgos, 1513 - Salamanca, 1590), va ser un cèlebre músic, compositor i humanista castellà. Va perdre la vista de molt jove. Va estudiar humanitats, cant i orgue a la Universitat de Salamanca.
Va viure a Roma durant 23 anys. A la Cort de Nàpols va fer amistat amb el seu col·lega toledà Diego Ortiz, mestre de capella d'aquesta cort.
Torna a Espanya el 1561, i aconsegueix càtedra a la Universitat de Salamanca, on coneix Fray Luis de León, catedràtic també d'aquesta, el 1594 el succeí en aquest últim càrrce Bernardo Clavijo del Castillo. De l'admiració d'aquest per aquell, queda constància en l'Oda a Salinas, escrita el 1577. Va publicar «De Música libriseptem» a Salamanca, el 1577.
D'aquest mestre va dir Vicente Espinel, que era «el més docte baró en música especulativa que ha conegut l'antiguitat». No es coneix res de la seva música.